# Vedapatti
Vedapatti é uma panchayat (vila) no distrito de Coimbatore, no estado indiano de Tamil Nadu.

## Demografia
Segundo o censo de 2001, Vedapatti tinha uma população de 9545 habitantes. Os indivíduos do sexo masculino constituem 51% da população e os do sexo feminino 49%. Vedapatti tem uma taxa de literacia de 68%, superior à média nacional de 59.5%: a literacia no sexo masculino é de 73% e no sexo feminino é de 62%. Em Vedapatti, 10% da população está abaixo dos 6 anos de idade.